# Pobłocie (gromada)
Pobłocie – dawna gromada, czyli najmniejsza jednostka podziału terytorialnego Polskiej Rzeczypospolitej Ludowej w latach 1954–1972.
Gromady, z gromadzkimi radami narodowymi (GRN) jako organami władzy najniższego stopnia na wsi, funkcjonowały od reformy reorganizującej administrację wiejską przeprowadzonej jesienią 1954 do momentu ich zniesienia z dniem 1 stycznia 1973, tym samym wypierając organizację gminną w latach 1954–1972.
Gromadę Pobłocie z siedzibą GRN w Pobłociu utworzono – jako jedną z 8759 gromad na obszarze Polski – w powiecie słupskim w woj. koszalińskim na mocy uchwały nr 43/54 WRN w Koszalinie z dnia 5 października 1954. W skład jednostki weszły obszary dotychczasowych gromad Pobłocie, Rzuszcze, Dargoleza, Wolinia i Cecenowo ze zniesionej gminy Pobłocie w tymże powiecie. Dla gromady ustalono 18 członków gromadzkiej rady narodowej.
31 grudnia 1968 do gromady Pobłocie włączono obszar zniesionej gromady Stowięcino (bez wsi Gorzysław, Rzechcino i Radosław) w tymże powiecie.
Gromada przetrwała do końca 1972 roku, czyli do kolejnej reformy gminnej. 1 stycznia 1973 w powiecie słupskim reaktywowano gminę Pobłocie (zniesioną ponownie 1 lipca 1976).